# Weston megye
Weston megye az Amerikai Egyesült Államokban, azon belül Wyoming államban található. Megyeszékhelye és legnagyobb városa Newcastle. Lakosainak száma 6838 fő (2020. április 1.). Weston megye Crook, Lawrence, Pennington, Custer, Niobrara, Converse és Campbell megyékkel határos.

## Népesség
A megye népességének változása:
| Lakosok száma | 7170 | 7102 | 7071 | 7158 | 7234 | 6838 |
|               | 2010 | 2011 | 2012 | 2013 | 2015 | 2020 |